# Зарьков
Зарьков — хутор в Гулькевичском районе Краснодарского края России. Входит в состав сельского поселения Союз Четырёх Хуторов.

## География

### Улицы
- ул. Заречная[4].

## Население
| 2002 | 2010 |
| ---- | ---- |
| 16   | ↘14  |